# Acyrthosiphon crepidis
Acyrthosiphon crepidis är en insektsart. Acyrthosiphon crepidis ingår i släktet Acyrthosiphon och familjen långrörsbladlöss. Inga underarter finns listade i Catalogue of Life.